# × Brunserine
× Brunserine es un notogénero  de plantas perennes, herbáceas y bulbosas perteneciente a la familia de las amarilidáceas, con vistosas flores.  Es el producto del cruzamiento intergenérico entre especies de Nerine y especies del género Brunsvigia que actúan como progenitor masculino.  A partir de la genealogía, se deduce su nombre: "Bruns" por el género Brunsvigia y "erine" por Nerine. Las diversas variedades de × Brunserine presentan flores muy vistosas, las cuales combinan la belleza, colorido y el gran número de flores de Brunsvigia con el gran tamaño de las flores de Nerine. Las plantas de × Brunserine son, en general, sexualmente estériles pero pueden propagarse vegetativamente a partir de sus bulbos.

## Notoespecie
Las notoespecie del género, conjuntamente con la cita válida, se lista a continuación:
× Brunserine tubergenii Traub, Pl. Life 19: 59 (1963).

## Utilización
× Brunserine  se cultiva como ornamental en muchos países. 